# Eubazus bicornis
Eubazus bicornis är en stekelart som först beskrevs av Martin 1956.  Eubazus bicornis ingår i släktet Eubazus och familjen bracksteklar. Inga underarter finns listade i Catalogue of Life.